# Споменик Новосадском партизанском одреду
Споменик Новосадском партизанском одреду подигнут је на месту где је 26. јула 1941. године започета оружана борба против окупатора.
Изграђен је опеке, у облику четири мегалитска менхира, испред којих је спомен плоча са натписом на три језика - српском, мађарском и словачком.
Споменик је откривен 1971. године.
Аутор споменика је вајар Павле Радовановић из Новог Сада.

## Галерија
- Споменик Новосадском партизанском одреду
- Споменик Новосадском партизанском одреду - Ченеј
- Споменик Новосадском партизанском одреду - Ченеј
- Споменик Новосадском партизанском одреду - Ченеј
- Спомен плоча са текстом на три језика, обновљена 2001. године
- Свечано откривање споменика 1971. године
- Полагање цвећа на споменик приликом његовог откривања 1971. године